# Daniel Zhang
Daniel Zhang (Shanghai, 11 januari 1972) is een Chinees bestuurder van de Alibaba Group. Hij werd opgenomen in de Time 100 als een van de meest invloedrijke mensen in 2020.

## Carrière
Zhang studeerde financiën aan de Universiteit van Shanghai en ging daarna werken bij de Barings Bank. Na het faillissement van de bank kwam hij terecht bij een accountantsfirma, die eveneens failliet ging.
In 2007 ging Zhang werken voor Taobao als financieel directeur. Een jaar later werd hij operationeel directeur. In 2011 werd hij directeur van Tmall, een afgeleide onderneming van Taobao. Hij introduceerde hier de zeer succesvolle Single's Day, een dag in het jaar (11 november) met zeer hoge kortingen voor alleenstaanden.
Zhang werd gepromoveerd tot operationeel directeur van Alibaba Group in 2013. In 2015 volgde hij Jonathan Lu op als directeur van het bedrijf. Jack Ma kondigde in 2018 aan dat Zhang ook vanaf 10 september 2019 de rol van uitvoerend voorzitter ging vervullen.